# Ранни гръцки партии
Ранните гръцки партии се създават между 1821 и 1832 г. Възникването и организирането им е въз основа користни и социални интереси. При формирането на тези партии има значение страната на образованието на лидерите и техните семейни отношения. Всички ранни гръцки партии са клиентелистки.
Към 1841 г. от общо 103-ма гръцки политици 22-ма са парики (т.е. пришълци), 5-има са от Атина (по това време наброяваща около 10 хил. жители), 24-ма от Морея, 8 – от островите и 44-ма от Румели, т.е. Континентална Гърция. По социален статус сред тези 103-ма гръцки политици по това време преобладават коджабашите, следвани от корабособствениците и пришълците, като сред последните преобладават фанариотите.
В страната се оформят три основни политически партии – франкофилска, англофилска и русофилска. Трите се отличават единствено в насоките на политиката на големите европейски държави, чиито интереси застъпват.
- Русофилската партия, наричана още партията на мужиците, се радва на най-голяма популярност сред широките народни маси. Начело ѝ е Теодорос Колокотронис, герой от въстанието. В нея има земевладелци и търговци, както и духовници и интелигенция. Не е малък броя и на бившите въстаници в нейните редици. Руската партия е единствената, която проявява тенденция към налагане на протекционизъм. Сред лидерите ѝ са Константин Канарис, Кицос Тзавеллас и Андреас Метаксас.[4]
- Франкофилската партия или Националната партия, наричана още партията на мосхоманга се ползва с влияние предимно сред средите на бившите въстаници и паликари, бивши арматоли и клефти. Начело ѝ е Йоанис Колетис. Партията изразява интересите на едрите поземлени собственици в континентална Гърция и на едрата буржоазия, свързана с Франция. Френската партия разчита на набиращия мощ банков капитал в страната, свързан основно с Франция, откъдето и името ѝ. Неоземлените селяни и пришълци са също неин твърд електорат. Споделя либерална вътрешна политика и силно националистическа спрямо Високата порта. Настроена компромисно спрямо баварския кралски двор. Сред лидерите ѝ са Йоанис Макриянис, Димитриос Вулгарис и Николаос Кризиотис.[5]
- Проанглийската партия, наричана още партията на барлеите или редингота е изразител на интересите на едрите земевладелци и най-вече корабособствениците и английския банков капитал. Поддържат я някои представители на интелигенцията и фанариотите, които предпочитат британския модел на управление. Начело ѝ е Александрос Маврокордатос. Партията няма социална база с изключение на относително по-големите селища. Английската партия е реформистка и освен това желае конституция. Във външната политика отстоява линията на мирни и добросъседски отношения с Високата порта, разчитайки на постепенна и повсеместна елинизация на Османската империя с подкрепата на Англия. Сред лидерите ѝ са Спиридон Трикупис и Андреас Заимис.[6]

## Клиентелизъм
Клиентелизмът е характерен за гръцкия политически живот през този период, като влиятелните политически и икономически фигури се заобикалят с протежета. Те гарантират на своя покровител популярност и успех в изборите, срещу което получават материални облаги и постове. Системата процъфтява особено по време на управлението на франкофилската партия, когато Колетис се обгражда със свои хора и превръща държавния апарат в средство за обогатяване.
След революциите от 1848 г. и Кримската война, времето на ранните гръцки партии отминава.